# Coppa del Re 2000-2001
La Coppa del Re 2000-2001 fu la 97ª edizione della manifestazione. Iniziò il 30 agosto 2000 e si concluse il 30 giugno 2001 con la finale allo stadio Olimpico de la Cartuja, vinta dal Real Zaragoza per tre a uno contro il Celta Vigo. La squadra campione in carica fu l'Espanyol.

## Risultati

### Turno preliminare
| Squadra 1          | Totale | Squadra 2  | Andata | Ritorno |
| ------------------ | ------ | ---------- | ------ | ------- |
| Coslada            | 1 - 5  | Mensajero  | 0 - 1  | 1 - 4   |
| Xove Lago          | 0 - 5  | Ourense    | 0 - 1  | 0 - 4   |
| Lealtad            | 2 - 6  | S.S. Reyes | 1 - 4  | 1 - 2   |
| La Bañeza          | 2 - 3  | Orotava    | 1 - 2  | 1 - 1   |
| Lemona             | 2 - 2  | Barakaldo  | 2 - 1  | 0 - 1   |
| Fraga              | 2 - 6  | Beasain    | 2 - 4  | 0 - 2   |
| Noja               | 2 - 4  | Burgos     | 0 - 1  | 2 - 3   |
| Aurrerá Vitoria    | 1 - 0  | Peña Sport | 0 - 0  | 1 - 0   |
| Atlético Baleares  | 2 - 2  | Gandía     | 2 - 1  | 0 - 1   |
| Balaguer           | 3 - 5  | Burriana   | 2 - 2  | 1 - 3   |
| Hércules           | 2 - 3  | Gramenet   | 0 - 1  | 2 - 2   |
| Castellón          | 1 - 4  | Figueres   | 1 - 1  | 0 - 3   |
| Olímpico de Totana | 0 - 8  | Ceuta      | 0 - 2  | 0 - 6   |
| CD Puertollano     | 2 - 6  | Guadix     | 2 - 4  | 0 - 2   |
| Don Benito         | 3 - 4  | Xerez      | 2 - 1  | 1 - 3   |
| Dos Hermanas       | 3 - 4  | Poli Ejido | 2 - 2  | 1 - 2   |
| CP Almería         | 0 - 1  | Algeciras  | 0 - 0  | 0 - 1   |

### Primo turno
| Squadra 1        | Risultato       | Squadra 2           |
| ---------------- | --------------- | ------------------- |
| Toledo           | 2 - 1           | Real Madrid         |
| Eibar            | 0 - 1           | Real Saragozza      |
| Orotava          | 1 - 1 (2-4 dcr) | Rayo Vallecano      |
| Ourense          | 0 - 2           | Real Valladolid     |
| Mensajero        | 0 - 1           | Celta Vigo          |
| Universidad LPGC | 0 - 1           | Deportivo La Coruña |
| Tenerife         | 2 - 1           | Real Oviedo         |
| Sporting Gijón   | 1 - 1 (4-5 dcr) | Las Palmas          |
| Racing Ferrol    | 0 - 1           | Leganés             |
| Compostela       | 3 - 0           | Getafe              |
| Atlético Madrid  | 1 - 0           | Salamanca UDS       |
| CD Logroñés      | 0 - 2           | Osasuna             |
| Aurrerá Vitoria  | 0 - 2           | Athletic Bilbao     |
| Torrelavega      | 2 - 2 (4-1 dcr) | Alavés              |
| Barakaldo        | 1 - 1 (3-4 dcr) | Numancia            |
| Levante          | 3 - 0           | UE Lleida           |
| Poli Ejido       | 1 - 2           | Guadix              |
| Granada          | 1 - 0           | Recreativo Huelva   |
| Real Jaén        | 2 - 1           | Real Betis          |
| Córdoba          | 0 - 2           | Badajoz             |
| Xerez            | 2 - 1           | Siviglia            |
| Burgos           | 0 - 2           | Racing Santander    |
| Real Murcia      | 3 - 1           | Elche               |
| Beasain          | 2 - 1           | Real Sociedad       |
| Albacete         | 0 - 1           | Espanyol            |
| Gramenet         | 0 - 1           | Valencia            |
| Gandía           | 0 - 3           | Barcellona          |
| Figueres         | 0 - 2           | Maiorca             |
| Burriana         | 1 - 2           | Villarreal          |
| Algeciras        | 0 - 3           | Extremadura         |
| Ceuta            | 3 - 2           | Malaga              |

- San Sebastián de los Reyes qualificato d'ufficio.

### Secondo turno
| Squadra 1       | Risultato       | Squadra 2           |
| --------------- | --------------- | ------------------- |
| Torrelavega     | 2 - 1           | Las Palmas          |
| Beasain         | 0 - 3           | Real Saragozza      |
| Toledo          | 0 - 1           | Rayo Vallecano      |
| S.S. Reyes      | 1 - 2           | Athletic Bilbao     |
| Compostela      | 1 - 3           | Celta Vigo          |
| Tenerife        | 3 - 2           | Deportivo La Coruña |
| Atlético Madrid | 3 - 1           | Osasuna             |
| Extremadura     | 2 - 1           | Real Valladolid     |
| Leganés         | 2 - 0           | Numancia            |
| Xerez           | 0 - 3           | Maiorca             |
| Ceuta           | 0 - 3           | Barcellona          |
| Granada         | 1 - 1 (4-2 dcr) | Villarreal          |
| Guadix          | 4 - 4 (6-5 dcr) | Valencia            |
| Levante         | 0 - 2           | Espanyol            |
| Real Jaén       | 1 - 1 (8-9 dcr) | Real Murcia         |
| Badajoz         | 0 - 4           | Racing Santander    |

### Ottavi di finale
| Squadra 1        | Totale | Squadra 2       | Andata | Ritorno         |
| ---------------- | ------ | --------------- | ------ | --------------- |
| Real Murcia      | 3 - 7  | Real Saragozza  | 2 - 3  | 1 - 4           |
| Extremadura      | 1 - 2  | Espanyol        | 1 - 1  | 0 - 1           |
| Torrelavega      | 0 - 1  | Barcellona      | 0 - 1  | 0 - 0           |
| Atlético Madrid  | 4 - 2  | Rayo Vallecano  | 2 - 2  | 2 - 0           |
| Leganés          | 2 - 2  | Celta Vigo      | 1 - 2  | 1 - 0           |
| Guadix           | 0 - 0  | Granada         | 0 - 0  | 0 - 0 (4-5 dcr) |
| Tenerife         | 0 - 4  | Maiorca         | 0 - 2  | 0 - 2           |
| Racing Santander | 2 - 0  | Athletic Bilbao | 2 - 0  | 0 - 0           |

### Quarti di finale
| Squadra 1        | Totale | Squadra 2       | Andata | Ritorno |
| ---------------- | ------ | --------------- | ------ | ------- |
| Granada          | 1 - 4  | Atlético Madrid | 0 - 1  | 1 - 3   |
| Celta Vigo       | 4 - 3  | Maiorca         | 3 - 1  | 1 - 2   |
| Espanyol         | 2 - 3  | Barcellona      | 1 - 2  | 1 - 1   |
| Racing Santander | 1 - 3  | Real Saragozza  | 1 - 1  | 0 - 2   |

### Semifinali
| Squadra 1       | Totale | Squadra 2      | Andata | Ritorno |
| --------------- | ------ | -------------- | ------ | ------- |
| Celta Vigo      | 4 - 2  | Barcellona     | 3 - 1  | 1 - 1   |
| Atlético Madrid | 1 - 2  | Real Saragozza | 0 - 2  | 1 - 0   |

## Finale
| Squadra 1  | Risultato | Squadra 2      |
| ---------- | --------- | -------------- |
| Celta Vigo | 1 - 3     | Real Saragozza |

| Arbitro: | García-Aranda |

|             |           |                                   |
| Mostovoj 4’ | Marcatori | 6’ Aguado 37’ Jamelli 90+4’ Yordi |

| Celta Vigo | Real Saragozza |

### Formazioni
| Celta Vigo (4-2-3-1) |    |                    |     |
|                      |    |                    |     |
| POR                  | 1  | Pablo Cavallero    |     |
| TD                   | 2  | Juan Velasco       | 67’ |
| DC                   | 25 | Eduardo Berizzo    |     |
| DC                   | 4  | Fernando Cáceres   |     |
| TS                   | 14 | Juanfran           |     |
| MED                  | 12 | Juan José Jayo     |     |
| MED                  | 5  | Everton Giovanella |     |
| TRQ                  | 8  | Valerij Karpin     |     |
| TRQ                  | 10 | Mostovoj           |     |
| TRQ                  | 11 | Gustavo López      | 80’ |
| ATT                  | 24 | Catanha            |     |
| A disposizione:      |    |                    |     |
| ATT                  | 17 | Benny McCarthy     | 80’ |
| ATT                  | 22 | Edu                | 67’ |
| Allenatore:          |    |                    |     |
| Víctor Fernández     |    |                    |     |

| Real Saragozza (4-3-3) |    |                      |     |
|                        |    |                      |     |
| POR                    | 1  | César Láinez         |     |
| TD                     | 12 | Miguel Rebosio       | 77’ |
| DC                     | 23 | Paco                 |     |
| DC                     | 6  | Xavier Aguado        |     |
| TS                     | 16 | Pablo Díaz           |     |
| CC                     | 25 | Sjarhej Hurėnka      |     |
| CC                     | 20 | Roberto Acuña        |     |
| CC                     | 14 | José Ignacio         |     |
| ATT                    | 7  | Juanele              |     |
| ATT                    | 3  | Jamelli              | 67’ |
| ATT                    | 11 | Martín Vellisca      | 88’ |
| A disposizione         |    |                      |     |
| DIF                    | 4  | Luis Carlos Cuartero | 77’ |
| ATT                    | 9  | Yordi                | 67’ |
| CEN                    | 10 | Ander Garitano       | 88’ |
| Allenatore:            |    |                      |     |
| Luis Costa Juan        |    |                      |     |

## Classifica marcatori
| Gol |  |  | Giocatore       | Squadra          |
| --- |  |  | --------------- | ---------------- |
| 6   |  |  | Salva           | Atlético Madrid  |
| 5   |  |  | Pedro           | Guadix           |
| 5   |  |  | Julio Pineda    | Xerez            |
| 4   |  |  | Samuel          | Guadix           |
| 3   |  |  | Alfonso         | Barcellona       |
| 3   |  |  | Eduardo Berizzo | Celta Vigo       |
| 3   |  |  | Carlitos        | Maiorca          |
| 3   |  |  | Fernando Correa | Atlético Madrid  |
| 3   |  |  | Jamelli         | Real Saragozza   |
| 3   |  |  | José Ignacio    | Real Saragozza   |
| 3   |  |  | Melo            | Ceuta            |
| 3   |  |  | Fernando Morán  | Racing Santander |
| 3   |  |  | Silas           | Ceuta            |
| 3   |  |  | Egoitz Sukia    | Beasain          |
| 3   |  |  | Ismael Urzaiz   | Athletic Bilbao  |